# 福山大学

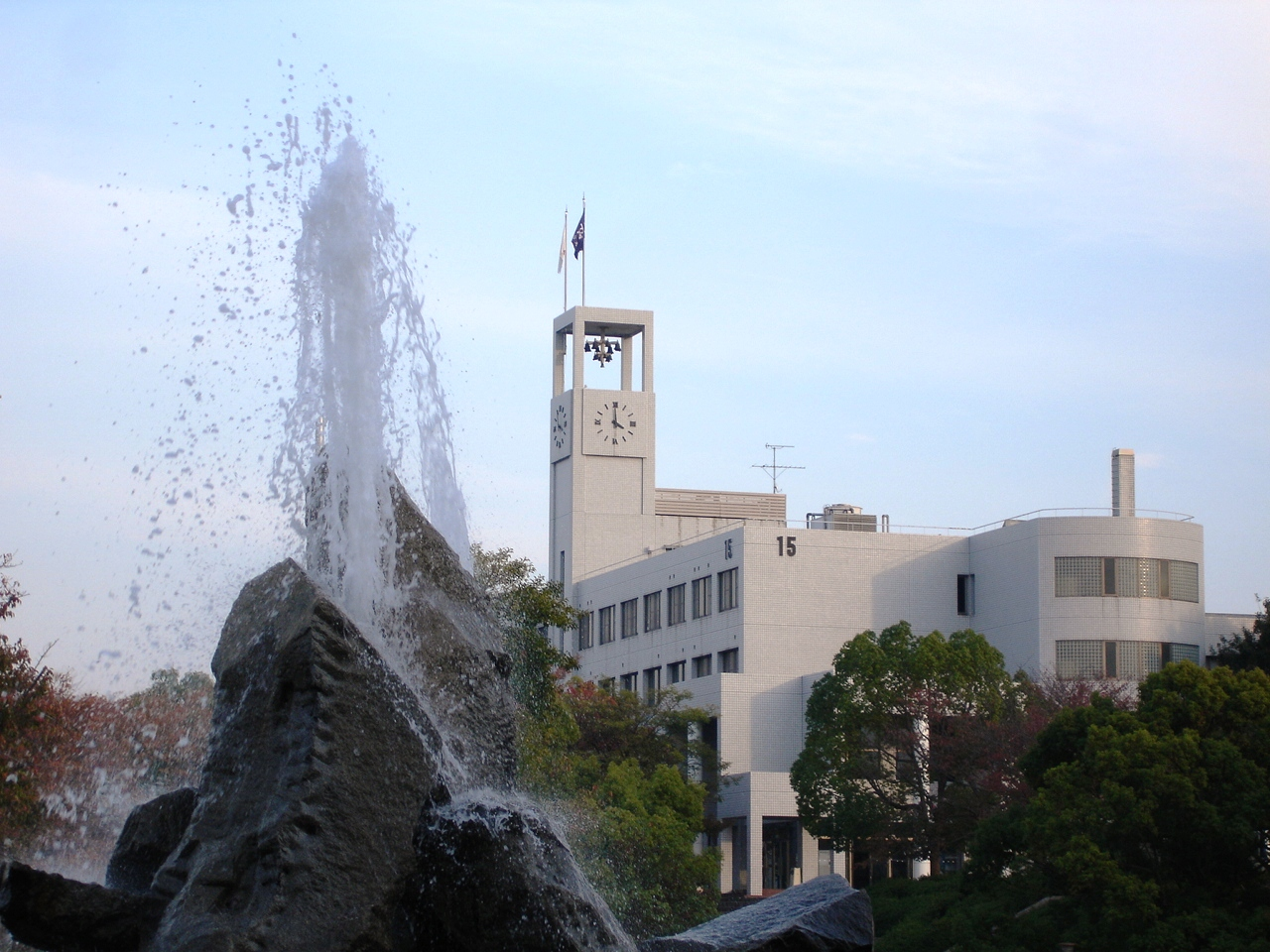
福山大学

福山大学是日本广岛县福山市的一所私立大学，创建于1975年。

## 历史
2007年11月16日，福山大学孔子学院成立，由福山大学、北京对外经贸大学和上海师范大学共同建设。